# 大特权

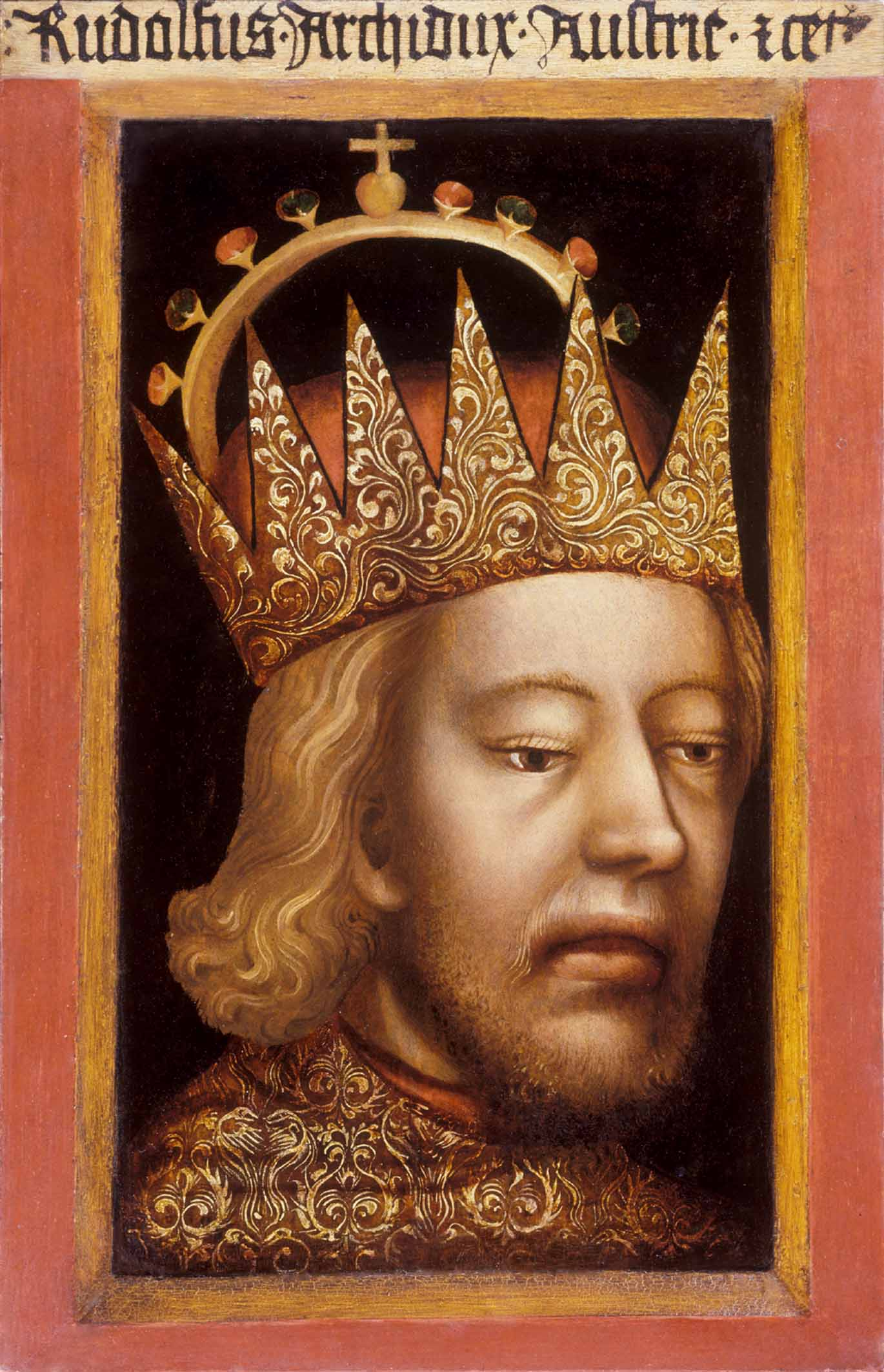
鲁道夫四世的画像 – Rudolfus Archidux Austriae （奥地利大公鲁道夫） – 头上所戴的是大公冠，绘于1365年前后。

《大特权》 （德語：Großer Freiheitsbrief）是哈布斯堡王朝的鲁道夫四世于1358或1359年伪造的一份文件，将奥地利从神圣罗马帝国内的公国提升为大公国。1156年，神圣罗马皇帝腓特烈一世颁布了《小特权》，将原属巴伐利亚的奥地利藩侯国提升为一个独立的公国，称奥地利公国。同样，1358或1359年的《大特权》将奥地利公国提升为奥地利大公国。
这份文件极大影响了奥地利随后的政治发展，并在哈布斯堡王朝和奥地利之间建立了一道神圣罗马帝国内独一无二的联结。

## 背景
1282年，哈布斯堡王朝获得了奥地利公国的统治权。鲁道夫四世（1339-1365）试图通过与神圣罗马帝国皇帝，卢森堡王朝的查理四世增进关系，以恢复哈布斯堡王朝在欧洲政治舞台上的影响力，提高其作为奥地利统治者的声望。然而，查理颁布的1356年金玺诏书规定了七位选帝侯有权选举罗马人的国王，其中并不包括奥地利公爵。查理四世以布拉格为统治中心，大兴土木，建立布拉格大学；作为回应，鲁道夫四世同样以维也纳为统治中心，赋予这个城市特别地位，大兴土木并建立了维也纳大学。鲁道夫的终极目标旨在提升哈布斯堡王朝对奥地利统治的合法性和影响力。为此，鲁道夫四世于1358年到1359年的冬季下令伪造一份称为《大特权》（Privilegium maius）的文件。

## 文件内容
《大特权》由五份伪造的文件组成。其中一些特权假称是早在凯撒大帝和尼禄的年代就已赋予罗马帝国的诺里库姆行省（今天的奥地利和捷克部分地区）。尽管整份大特权的文件在仿造时有意模仿《小特权》，并假称其是《小特权》颁布前“不幸丢失”的文件，著名学者弗朗西斯科·彼特拉克在当时就认定这份所谓的《大特权》是伪造的。
《大特权》最重要的条文即是宣布奥地利从一个公国升格为“大公国”，并赋予其与选帝侯们类似的权利，如： 
- 大公国领土不可分割
- 实行长子继承制，并在其后的1713年国事诏书中将继承权扩大至女性继承人玛丽亚·特蕾西亚。
- 自主司法管辖权和立法权，剥夺境内官司上诉至皇帝处的可能性（拉丁語：privilegium de non evocando）

鲁道夫四世还创立了“大公行宫伯爵”（德語：Pfalzerzherzog）这一头衔，类似于莱茵-普法尔茨行宫伯爵。首个实际使用奥地利大公这一头衔的是哈布斯堡的恩斯特，他是1406年-1424年间内奥地利的统治者。到了15世纪以后，奥地利的哈布斯堡领袖就都被称作大公（德語：Erzherzöge）了。

## 影响
皇帝查理四世拒绝承认《大特权》的合法性，并委派他的宫廷顾问，文艺复兴时期著名诗人和学者彼特拉克证伪。然而，在哈布斯堡王朝奥地利的腓特烈被选为皇帝后，大公的头衔便被神圣罗马帝国官方确认下来，他的继承人鲁道夫二世和查理六世都有再次进行确认。尽管如此，《大特权》和奥地利大公的头衔并没有给哈布斯堡家族带来选帝权，以至于在1519年，奥地利大公查理不得不向雅各布·富格尔借用一大笔钱（近3吨的黄金）以贿赂的选帝侯们，确保他得以战胜竞争对手法王弗朗索瓦一世，继任罗马人的国王。
《大特权》对奥地利的政治发展起了很大的作用。哈布斯堡的奥地利大公实际上假大公之名，行国王之实，并反复通过行使特权来向外人展示这一点。哈布斯堡王朝为统治奥地利找到了全新且独一无二的法理基础；从某种意义上来说，这使哈布斯堡与奥地利近乎划上等号。因此，《大特权》毫无疑问是成功的。哈布斯堡王朝随后不断对这份伪造的文件进行修订，并严禁所有关于其真实性的讨论。
1806年，神圣罗马帝国解散。《大特权》失去了其存在的意义。1852年，历史学家威尔海姆·瓦腾巴赫证实了《大特权》系伪造而来的。